# Agenor (Vater des Sipylos)
Agenor (altgriechisch Ἀγήνωρ Agḗnōr) ist in der griechischen Mythologie mit Dioxippe der Vater des Sipylos, des eponymen Heros’ des Gebirges Sipylos.